# (464267) 2015 FJ137
(464267) 2015 FJ137 es un asteroide perteneciente al cinturón de asteroides, descubierto el 7 de enero de 2006 por el equipo Spacewatch desde el Observatorio Nacional de Kitt Peak (Arizona, Estados Unidos).